# Gliese 436 b
Gliese 436 b /ˈɡliːzə/ (đôi khi được gọi là GJ 436 b) là một ngoại hành tinh có kích thước tương đương Sao Hải Vương quay quanh sao lùn đỏ Gliese 436. Đây là Sao Hải Vương nóng đầu tiên được phát hiện một cách chắc chắn (vào năm 2007) và là một trong những thiên thể quá cảnh nhỏ nhất được biết đến về khối lượng và bán kính, cho đến khi Kính viễn vọng không gian Kepler khám phá ra các ngoại hành tinh nhỏ hơn nhiều từ khoảng năm 2010.
Vào tháng 12 năm 2013, NASA báo cáo rằng các đám mây có thể đã được phát hiện trong bầu khí quyển của GJ 436 b.
Vào tháng 8 năm 2022, Gliese 436 b và ngôi sao chủ của hành tinh này được đưa vào danh sách 20 ngoại hành tinh và ngôi sao chủ được đặt tên bởi dự án NameExoWorlds thứ ba.

## Đặc điểm vật lý

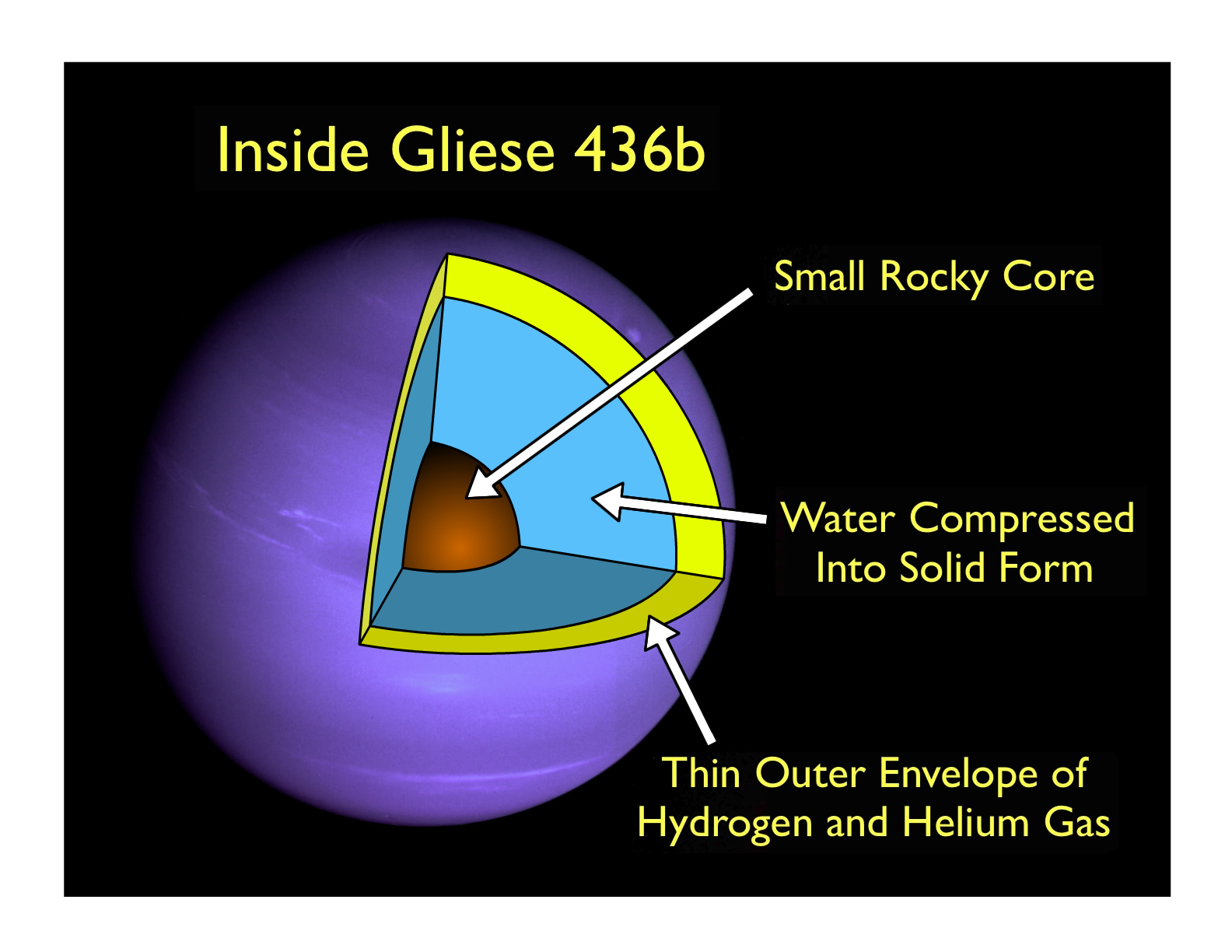
Cấu trúc bên trong của Gliese 436 b.

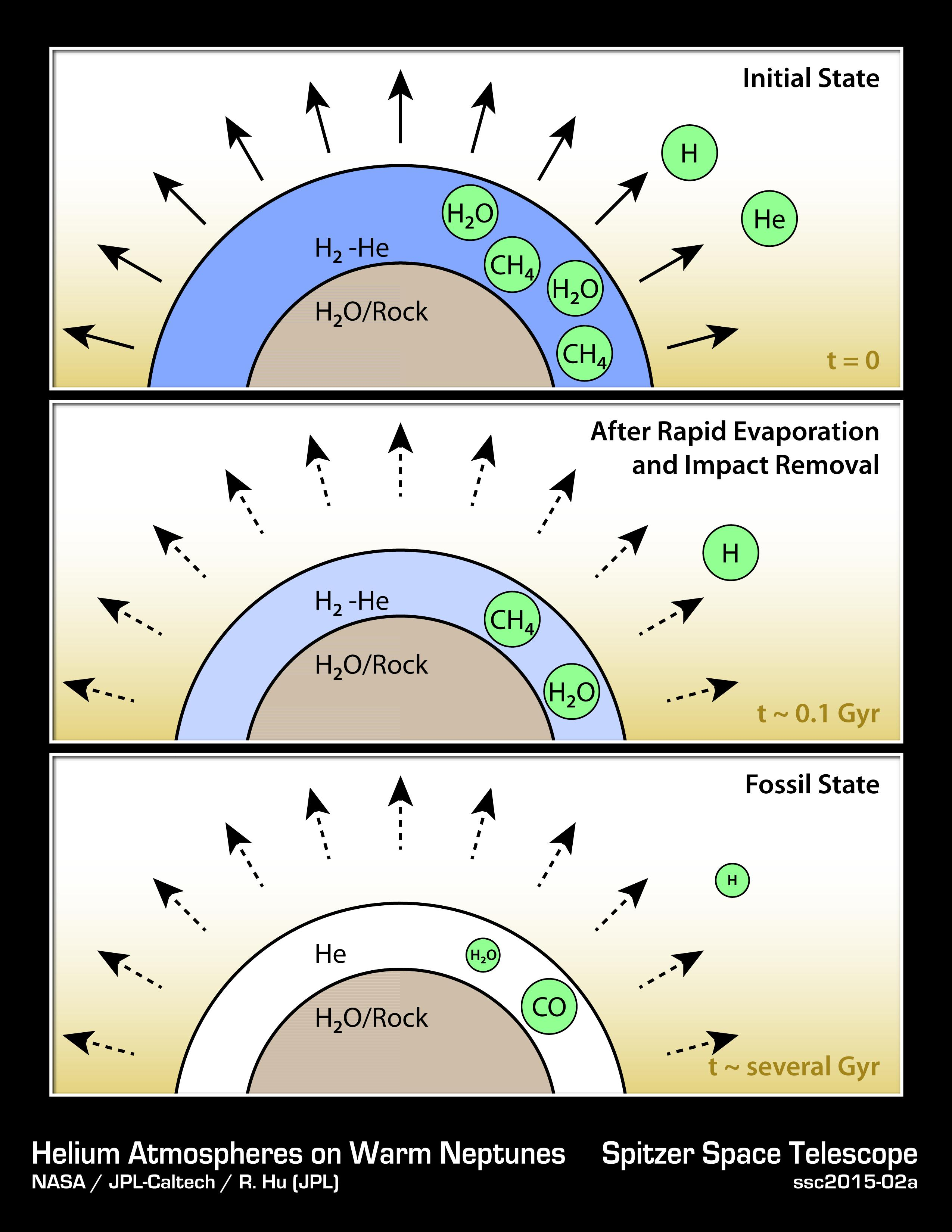
Sự hình thành bầu khí quyển heli trên một hành tinh heli, có thể giống như Gliese 436 b.

Nhiệt độ bề mặt của Gliese 436 b được ước tính từ các phép đo được thực hiện khi hành tinh này quá cảnh là 712 K (439 °C; 822 °F). Nhiệt độ này cao hơn đáng kể so với dự đoán ban đầu, nếu Gliese 436 b chỉ được làm nóng bởi bức xạ từ ngôi sao chủ, trước phép đo này, nhiệt độ bề mặt được ước tính là 520 K. Hiệu ứng nhà kính sẽ dẫn đến nhiệt độ lớn hơn nhiều so với dự đoán là 520–620 K.